# Джеймс Белламі
Джеймс Белламі (англ. James Bellamy, нар. 11 вересня 1881, Лондон — пом. 30 березня 1969, Лондон) — англійський футболіст, що грав на позиції півзахисника, нападника. По завершенні ігрової кар'єри — футбольний тренер.

## Ігрова кар'єра
Першими клубами Джеймса були «Баркінг», «Грейс Юнайтед» та «Редінг», що не були членами Футбольної ліги.
Першим клубом з Футбольної ліги для Белламі став «Вулвіч Арсенал», до складу якого футболіст приєднався 1903 року, проте новачку довелося чекати до останньої гри сезону 1904/05, щоб дебютувати за «канонірів» і допомогти команді перемогти з рахунком 2:1 «Евертон». З початку наступного сезону Белламі став основним гравцем лондонців, зігравши в 15 з 17 перших матчів чемпіонату і забив в двобоях проти «Сандерленда» і «Мідлсбро». Лише прихід у грудні Вільяма Гарбатта змусив Белламі покинути основний склад, куди він зміг повернутись лише на початку 1906/07, але знову був прибраний з основи, коли Гарбатт відновився після травми.
Белламі провів свою останню гру в першій команді для «Арсеналу» проти «Блекберн Роверз» у березні 1907 року, незабаром після чого був переведений у «Портсмут».
У 1908 році Белламі недовго пограв за «Норвіч Сіті», а потім став гравцем шотландського «Данді», з яким виграв 1910 року фінал Кубка Шотландії. Після двох нічийних матчів (2:2 і 0:0) у другому переграванні Белламі забив перший гол у ворота «Клайда» і допоміг своїй команді виграти 2:1 та здобути перший в своїй історії трофей.
Белламі покинув «Данді» в травні 1912 року і перейшов у «Мотервелл», але того ж року повернувся в Англію, приєднавшись до «Бернлі» в жовтні 1912 року.
У липні 1914 року став гравцем «Фулгема», після чого виступав за «Данді Гайберніан», «Саутенд Юнайтед» та «Еббу-Вейл».
Завершив професійну ігрову кар'єру у клубі «Баркінг Таун».

## Кар'єра тренера
Розпочав тренерську кар'єру 1926 року, очоливши тренерський штаб італійської «Брешії», де пропрацював два сезони.
У березні 1929 року Белламі очолив «Барселону», яка тільки розпочала участь в історичному першому чемпіонаті Іспанії і після шести турів займала восьме місце. Англійський наставник почав з нищівної поразки 1:5 від «Атлетіка» (Більбао), яка опустила каталонців на передостаннє дев'яте місце, але цей програш став для клубу останнім у чемпіонаті. Джим Белламі поставив у ворота небагатослівного Франца Платко, і «Барса» видала дивовижний спурт з 11 матчів (9 перемог і 2 нічиї), 4 з яких виграла з великим рахунком, додавши до всього цього мінімальну перемогу в дербі над Мадридом у гостях. У результаті, каталонці поступово піднімалися вгору по турнірній таблиці, прийшовши в результаті до фінішу першими з відривом у два очки від другого місця, яке зайняли саме «вершкові». Перемога Барси в Прімері стала досить несподіваною, оскільки команда вступала в кризовий період своєї історії, і не мала в складі великих гравців (як, наприклад, «Атлетік» з Більбао): справжніх зірок на каталонському небосхилі було тільки дві — Хосеп Самітьєр і Вісенте Пієра. У двох наступних сезонах з Белламі на посаді тренера «Барселона» займала в іспанському чемпіонаті друге та четверте місця, але незмінно вигравали чемпіонат Каталонії, який хоч і втратив у ціні після створення Ла Ліги, але все ще продовжував розігруватись. Крім того разом з англійцем «Барселона» зазнала найбільшої поразки у своїй історії, 8 лютого 1931 року «блаугранас» програли на Сан-Мамес «Атлетіко» з рахунком 1:12. У 1931 році Белламі покинув команду.
Повернувшись до Англії, Белламі був призначений тренером «Баркінг Таун» у лютому 1933 року, але був звільнений через три місяці. Пізніше він стверджував, що звільнення було незаконне, але програв у суді.
Помер 30 березня 1969 року на 88-му році життя в Лондоні.

## Титули і досягнення

### Як гравця
- Володар Кубка Шотландії (1):

«Данді Юнайтед»: 1910

### Як тренера
- Чемпіон Іспанії (1):

«Барселона»: 1929